# Pâté de lapin
Le pâté de lapin, ou pâté de lapin de garenne, est un mets connu internationalement, puisque réalisé dans tous les pays et régions où se trouvent des lapins d'élevage ou de garenne. Son élaboration se fait tant familialement qu'artisanalement ou industriellement.

## Ingrédients
Dans le lapin sont essentiellement utilisés le foie et le cœur, mêlés avec du cognac, du lard frais, de la chair à saucisse, de l'oignon haché, de la mie de pain, des œufs, des baies de genévrier, du laurier, du thym, du sel et du poivre.

## Préparation à l'ancienne
Le pâté se préparait soit en terrine (pâté chaud), soit en croûte (pâté froid). En 1750, le Dictionnaire des alimens, vins et liqueurs, de François-Alexandre Aubert de La Chenaye des Bois, indiquait qu'il fallait se servir essentiellement de la tête, du foie et du haut des cuisses. Ces morceaux étaient assaisonnés de sel, poivre, persil, ciboulette, épices, puis cuits en terrine sur un fond de lard, un bouquet garni et de la chair à saucisse. Le tout était doré à l'œuf puis cuit au four. 
Pour un pâté en croûte, cette même préparation était mise aussi en terrine et placée dans une abaisse de pâte feuilletée, ou de pâte brisée, avant d'être mise au four. Cette préparation pouvait être truffée et servie en entremets.

## Préparation moderne
Il faut tout d'abord détailler le lapin désossé en lamelles qui seront arrosées de cognac. La seconde opération consiste à faire blondir l'oignon finement haché puis à le mélanger à la farce avec le pain trempé dans du lait, le lard haché, les œufs entiers, les baies de genévrier et le foie et le cœur broyés en purée.
Il faut ensuite barder une grande terrine de lard et y déposer la farce, les lamelles de lapin, pour terminer en posant dessus les feuilles de laurier et le thym. La préparation se termine en couvrant d'une barde de lard, avant de poser le couvercle et de luter avec une pâte (farine et eau). La cuisson se fait pendant deux heures à four modéré.

## Accord mets/vin
Ce pâté se marie fort bien avec un vin rosé, tel le lirac, le sartène, le languedoc, le côtes-du-rhône et le côtes-du-roussillon.